# Alicia Puleo
Alicia H. Puleo García (Buenos Aires, Argentina, 30 de noviembre de 1952) es una filósofa feminista hispanoargentina, catedrática de Filosofía Moral y Política de la Universidad de Valladolid. Ha destacado por el desarrollo del pensamiento ecofeminista. Entre sus principales publicaciones se encuentran Ecofeminismo para otro mundo posible (2011) y Claves Ecofeministas. Para rebeldes que aman a la Tierra y a los animales (2019). 

## Trayectoria
Es doctora en Filosofía por la Universidad Complutense de Madrid y catedrática de Filosofía Moral y Política de la Universidad de Valladolid.
Forma parte del Consejo de la Cátedra de Estudios de Género de esta universidad y del Consejo del Instituto de Investigaciones Feministas de la Universidad Complutense de Madrid.
Ha dirigido la Cátedra de Estudios de Género de la Universidad de Valladolid durante una década (2000-2010) y ha coordinado en el Instituto de Investigaciones Feministas diversos seminarios, entre ellos el  Discurso sobre la sexualidad y crítica feminista y Feminismo y ecología.
Puleo ha compaginado su carrera como docente con la investigación y la publicación de numerosos libros y artículos sobre desigualdad entre hombres y mujeres, Ilustración francesa, género y feminismo.
En sus trabajos analiza los mecanismos socioculturales que impiden la superación de esta desigualdad y los medios que la filosofía feminista ofrece para desactivarles. En algunos de sus estudios sobre la Ilustración francesa examina las raíces de esta asignatura pendiente de las democracias modernas. Los trabajos que dedica a la evolución del concepto de sexualidad en la filosofía contemporánea de Schopenhauer a Georges Bataille se configuran como una crítica a las teorías legitimadoras de la violencia a las que se ha referido con el concepto de "erotismo transgresivo".
Con el libro  Dialéctica de la sexualidad. Género y sexo en la Filosofía Contemporánea (1992) fue finalista del Premio Nacional de Ensayo.
En 2004 coordinó la edición del libro "Mujeres y Ecología: Historia, Pensamiento, Sociedad" en el que se recogía la relación entre el movimiento ecologista y el movimiento feminista y diferentes experiencias en España y en el ámbito internacional.
En 2011 publicó "Ecofeminismo para otro mundo posible" una obra en la que además de recoger la historia del ecofeminismo y analizar las aportaciones del movimiento feminista al ecologista, no siempre reconocida, desarrolla su propuesta de lo que ha denominado un ecofeminismo crítico o ilustrado.
Cofundó en 2012 la Red Ecofeminista Ibérica e Iberoamericana junto con Dina Garzón Pacheco, la ecóloga Pilar Marcos Rodríguez de Greenpeace y la activista LGBT Beatriz Gimeno.
Desde septiembre de 2014, es la directora de la Colección Feminismos de Editorial Cátedra.
En 2015 edita el libro colectivo Ecología y género en diálogo interdiciplinar en el que se analizan los entramados socioculturales que tejen las relaciones entre los cuerpos y los ecosistemas que habitamos.
En 2019 publica en solitario Claves Ecofeministas. Para rebeldes que aman a la Tierra y a los animales, un libro de alta divulgación que actualiza y desarrolla sus planteamientos de 2011. Esta nueva obra incluye ilustraciones de la artista ecofeminista hipermedia Verónica Perales, cuyos códigos QR  enlazan con contenidos de vídeo y audio, para disfrutar con breves composiciones musicales de piano del ecocrítico y musicólogo Teo Sanz.
A finales de 2020 es la editora de Ser feministas. Pensamiento y acción un libro que conmemora el 30 aniversario de la Colección Feminismos en el que colaboran 40 autoras y autores que reflexionan a partir de lemas y citas familiares en el entorno feminista. Entre las autoras se encuentran María Xosé Agra Romero, Teresa Alario Trigueros,  Xabier Arakistain, Fátima Arranz, Ana de Miguel, María Luisa Femenías, Carmen García Colmenares, Teresa Lozano y Zua Méndez (Towanda Rebels), Alicia Miyares, Cristina Molina Petit, Isabel Morant, Soledad Murillo, Amelia Valcárcel y Angélica Velasco.
En 2024 fue reconocida con un Diploma al Mérito de los Premios Konex de las Letras en la categoría de Ensayo Filosófico por su trabajo en la última década.

## Desigualdad
Su obra se articula en torno a la preocupación por la desigualdad entre hombres y mujeres. Analiza los mecanismos socioculturales que impiden la superación de esta desigualdad y los medios que la filosofía feminista ofrece para desactivarles. En algunos de sus estudios sobre la Ilustración francesa examina las raíces de esta asignatura pendiente de las democracias modernas. Los trabajos que dedica a la evolución del concepto de sexualidad en la filosofía contemporánea de Schopenhauer a Georges Bataille se configuran como una crítica a las teorías legitimadoras de la violencia a las que se ha referido con el concepto de "erotismo transgresivo".
En la teoría feminista el trabajo de Alicia Puleo ha tendido puentes entre diferentes corrientes feministas.  Al ir más allá de la polarización entre feminismo de la igualdad y de la diferencia que caracterizó la teoría feminista española en los años 1980 y años 1990, Puleo ha encontrado modos de combinar la razón del feminismo de la igualdad y la afectividad del feminismo de la diferencia apunta Roberta Johnson de la Universidad de California.

## Ecofeminismo
Puleo está reconocida como una de las pensadoras ecofeministas más relevantes en la actualidad. "En lo que se refiere al movimiento mundial u orientación teórica conocida como ecofeminismo, Alicia Puleo es posiblemente la más prominente filósofa de España" escribe Johnson en “For a better World: Alicia Puleo’s Critical Ecofeminism”.
Su propuesta de lo que ha denominado un ecofeminismo crítico o ilustrado puede considerarse una nueva forma no esencialista de ética ambiental en clave de sexo-género. No considera que las mujeres se encuentren en una especie de simbiosis con la Naturaleza, sino que parte de la convicción de que vivimos una época de crecimiento insostenible que hace inevitable la vinculación entre feminismo y ecología. Sostiene que el enriquecimiento mutuo de ambas perspectivas permitiría construir una cultura de igualdad y sostenibilidad.
Mi posición -escribe Puleo- se enraíza en la tradición ilustrada de análisis de las doctrinas y prácticas opresivas. Reivindica la igualdad y la autonomía de las mujeres, con particular atención al reconocimiento de los derechos sexuales y reproductivos que en algunas formas de ecofeminismo podían ser erosionados en nombre de la santidad de la vida. Acepta los beneficios del conocimiento científico y tecnológico con prudencia y actitud vigilante. Fomenta la universalización de los valores de la ética del cuidado, evitando hacer de las mujeres las salvadoras del planeta. Propone un aprendizaje intercultural sin menoscabo de los derechos humanos de las mujeres y afirma la unidad y continuidad de la Naturaleza desde el conocimiento evolucionista, el sentimiento de compasión y la voluntad de justicia para con los animales no humanos, ese Otro ignorado y silencioso, pero capaz de anhelar, amar y sufrir.

## Obra

### Libros. Autora
- Cómo leer a Schopenhauer (1991) Editorial Júcar, Gijón-Madrid ISBN 84-334-0809-7
- Dialéctica de la sexualidad. Género y sexo en la Filosofía Contemporánea (1992) Cátedra, Madrid ISBN 84-376-1051-6
- La Ilustración olvidada. La polémica de los sexos en el siglo XVIII  (1993) (A. H. Puleo, editora.) Prólogo de Celia Amorós. Con textos de Condorcet, Olimpia de Gouges, Montesquieu, D'Alembert, Louise d'Epinay, etc. Anthropos, Barcelona ISBN 84-7658-408-3X[19]
- Figuras del Otro en la Ilustración francesa. Diderot y otros autores (1996)  Escuela Libre Editorial, Madrid. ISBN 84-88816-16-2
- Filosofía, Género y Pensamiento crítico (2000) Universidad de Valladolid ISBN 84-8448-026-7
- Ecofeminismo para otro mundo posible (2011) Editorial Cátedra. Colección Feminismos. Madrid. ISBN 978-84-376-2729-8
- Claves ecofeministas. Para rebeldes que aman a la Tierra y a los animales (2019) Editorial Plaza y Valdés. ISBN 978-84-17121-21-1
- Ideales ilustrados. La Encyclopédie de Diderot, D'Alembert et Jaucourt (2023) Editorial Plaza y Valdés. Madrid. ISBN 978-84-1721-74-7

### Libros. Coordinadora
- La filosofía contemporánea desde una perspectiva no androcéntrica, (1992) (A. H. Puleo, coord.), Ministerio de Educación y Ciencia, Madrid. ISBN 84-369-2338-3[20]
- Papeles sociales de mujeres y hombres (1995) (Alicia H. Puleo y Elisa Favaro, coord.), Ministerio de Educación y Ciencia, Madrid, 1995. ISBN 84-369-2767-2
- Mujeres y Ecología. Historia, Pensamiento, Sociedad (2004) (Cavana, María Luisa; Puleo, Alicia; Segura, Cristina, eds), Almudayna, Madrid ISBN 84-87090-31-1
- El reto de la igualdad de género. Nuevas perspectivas en Ética y Filosofía Política (2008) Alicia H. Puleo, ed. Biblioteca Nueva, Madrid. ISBN 978-84-9742-866-8
- Praxis ecofeminista en las culturas ibéricas e iberoamericanas, Monográfico de la revista Investigaciones feministas nº10, UCM, 2010, pp. 5-7. ISSN 2171-6080.
- Ecología y Género en diálogo interdisciplinar (2015) Ed. Plaza y Valdés ISBN 978-84-16032-43-3
- Hacia una cultura de la sostenibilidad. Análisis y propuestas desde la perspectiva de género, (en co-coordinación con Aimé Tapia González, Laura Torres San Miguel, Angélica Velasco Sesma, Ed. Departamento de Filosofía de la Universidad de Valladolid con la colaboración de la Cátedra de Estudios de Género, 2015, 531p. ISBN: 978-84-606-7121-3
- Ser feministas. Pensamiento y acción (2020), Ediciones Cátedra. Colección feminismos ISBN: 978-84-376-4193-5

### Artículos y capítulos de libro. Autora
- De Marcuse a la sociobiología: la deriva de una teoría feminista no ilustrada, en Isegoría. Revista de Filosofía Moral y Política, nº 6, Instituto de Filosofía-Consejo Superior de Investigaciones Científicas, nov. 1992, pp.113-128. ISSN 1130-2097
- Igualdad y androcentrismo, Tabanque. Revista pedagógica, vol. 10-11, 1995, pp.71-82. ISSN 0214-7742
- Filosofía y género, en Asparkía. Investigatió Feminista, nº 6, 1996, Universitat Jaume I, pp.7-18.  ISSN 1132-82-31.
- Mujer, sexualidad y mal en la filosofía contemporánea, en Daimon. Revista de Filosofía, nº14, Universidad de Murcia, enero-junio 1997, pp.167-172. ISSN 1130-0507
- Un pensamiento intempestivo: la razón emancipatoria ilustrada en la filosofía de Celia Amorós, Isegoría. Revista de Filosofía Moral y Política nº21, (1999), CSIC, Madrid, pp.197-202. ISSN 1130-2097
- Derechos versus contextualismo. Personas, simios y la ética ecofeminista, Revista de Filosofía de la Universidad de La Laguna, nº7 (2000), pp.353-357. ISSN: 1132-8177
- Luces y sombras del ecofeminismo, Asparkía, vol. 11, 2000, pp.37-45. ISSN 1132-8231
- Philosophie und Geschlecht in Spanien, in Die Philosophin (2002) n.° 26, dezember pp. 103–112. ISSN 09367586
- Gender, Nature and Death (2005), en De Sotelo, Elisabeth (ed.), New Women in Spain. Social-Political and Philosophical Studies of Feminist Thought, Lit Verlag, Münster- Transaction Publishers, New York, 2005, pp. 173–182. ISBN 3825861996
- Los dualismos opresivos y la educación ambiental, en Isegoría. Revista de Filosofía Moral y Política,  n° 32, junio 2005, pp.201-214. ISSN 1130-2097
- Lo personal es político: el surgimiento del feminismo radical (2005). En Ana de Miguel Álvarez y Celia Amorós. Teoría feminista: de la ilustración a la globalización II. Minerva. p. 58. ISBN 848812354X.
- Del ecofeminismo clásico al deconstructivo: principales corrientes de un pensamiento poco conocido (2005) en Amorós, Celia, De Miguel, Ana (ed.), Historia de la teoría feminista. De la Ilustración a la globalización, ed. Minerva, Madrid, 2005, pp. 121–152. ISBN 84-88123-54-X
- Un parcours philosophique: du désenchantement du monde à la compassion, L’Esprit créateur (2006) Johns Hopkins University Press, Baltimore, vol.46, n.º 2 pp. 5–16. ISSN 0014-0767
- De la exclusión a la participación: democracia e igualdad, en Ex aequo. Revista da Associação Portuguesa de Estudos sobre as Mulheres,  nº 13, 2006, pp.29-42.ISSN 0874-5560
- Philosophy, Politics and Sexuality, en Mª Luisa Femenías y Amy Oliver, Feminist Philosophy in Latin America and Spain (2007) VIPS RODOPI ed., Amsterdam/New York, ISBN 978-90-420-2207-2
- El hilo de Ariadna: ecofeminismo, animales y crítica al androcentrismo en Feminismo Ecológico. Estudios multidisciplinares de género. Universidad de Salamanca (2007)[21]
- Libertad, igualdad, sostenibilidad, por un ecofeminismo ilustrado, (2008) Isegoría. Revista de Filosofía Moral y Política Nº38, Consejo Superior de Investigaciones Científicas, Madrid, enero-junio de 2008, pp. 39–59. ISSN 1130-2097[22]
- Los derechos humanos, un legado de la Modernidad, en Quesada, Fernando (ed.), Ciudad y ciudadanía. Senderos contemporáneos de la Filosofía Política, ed. Trotta, Madrid, 2008, pp.185-204. ISBN: 978-84-9879-011-5
- Para una genealogía de hombres por la igualdad, Estudios filosóficos LVII (2008), pp.287-299. ISSN 0210-6086
- Naturaleza y libertad en el pensamiento de Simone de Beauvoir,  Investigaciones feministas , UCM, vol.0, 2009.
- From Cyborgs to Organic Model and Back: Old and New Paradoxes of Gender and Hybridity, en Comparative Critical Studies 9-3 (2012) Edinburgh University Press, pp. 349-364. ISSN 1744-1854
- Speaking from the South of Europe, DEP. Deportate, esuli, profughe. Rivista Telematica di Studi sulla Memoria Feminile, Università Ca'Foscari Venezia, nº  20 (2012), pp.78-89.  ISSN 1824-4483
- Mujeres por un mundo sostenible, Monográfico Mujeres, ciencia y tecnología. Dossiers feministes nº 14 (2010), Universitat Jaume I, pp. 9-19. ISSN 1139-1219.
- La filosofía como cuestionamiento de la vida cotidiana, en  Spadaro, María Cristina (coord.), Enseñar filosofía, hoy, Editorial de la Universidad Nacional de La Plata (EDULP), Argentina, 2012, pp. 91-108. ISBN: 978-950-34-0896-4
- El concepto de género como hermenéutica de la sospecha,  Arbor: Ciencia, pensamiento y cultura, Nº 763, 2013 (Ejemplar dedicado a: Bioética y fronteras de la vida. II. Desde la práctica), Arbor, 189 (763): a070. ISSN 0210-1963
- L'écoféminisme, un nouvel humanisme?, Relations. Pour qui veut une société juste, vol.775, nov-déc 2014, ISSN 0034-3781
- Donne e mutamento sociale , DEP. Deportate, esuli, profughe. Rivista Telematica di Studi sulla Memoria Feminile, Università Ca'Foscari Venezia, nº  28 (2015), pp.220-227.  ISSN 1824-4483
- El ecofeminismo y sus compañeros de ruta. Cinco claves para una relación positiva con el ecologismo, el ecosocialismo y el decrecimiento, en Ecología y género en diálogo interdisciplinar , Plaza y Valdés, Colección Moral, Ciencia y Sociedad en la Europa del siglo XXI, 2015, pp. 387-405. ISBN: 978-84-16032-43-3.
- Ese oscuro objeto del deseo: cuerpo y violencia, Investigaciones feministas, vol. 6 (2015), 122-138. ISSN 2171-6080
- Pour un écoféminisme de l’égalité, Revue Multitudes, nº 67, París, 2017, pp.75-81. ISSN · 0292-0107
- Nuevas formas de desigualdad en un mundo globalizado. El alquiler de úteros como extractivismo, Revista Europea de Derechos fundamentales, nº 29, (2017), pp.165-184. ISSN 1699-1524.
- Perspectivas ecofeministas de la ciencia y el conocimiento. La crítica al sesgo andro-antropocéntrico, Daimon. Revista Internacional de Filosofía, Suplemento 6 (2017), pp. 41-54. ISSN 1130-0507 (papel) y 1989-4651 (electrónico)
- La utopía ecofeminista, en Tamayo, Juan José (dir.), La utopía, motor de la historia, ed. Centro de Estudios Ramón Areces, Madrid, 2017, pp.117-136.
- Donne e mutamento sociale: uno sguardo ecofeminista, in Cacciari, Paolo, Castagnola, Alberto, La Decrescita tra passato e futuro, Associazione per la Decrescita, Marotta & Cafiero editori, Napoli, 2018, pp.191-203.
- Ecofeminismo: una alternativa a la globalización androantropocéntrica,  en CARVALHO Príscila, KUHNEN, Tânia A., OLIVEIRA, Fabio A. G., ROSENDO, Daniela, (orgs.): Ecofeminismos: fundamentos teóricos y práctica interseccionais, Rio de Janeiro, Ape’Ku Editora e Produtora Ltda, 2019, pp. 41 - 62.ISBN: 978-65-80154-12-8
- Écoféminisme. Pour un autre monde posible, in  Soriano, Michèle, Féminismes latino-américains en traduction. Territoires dis-loqués, L’Harmattan, París, 2020,  pp.115-121. ISBN : 978-2-343-21466-5
- That Obscure Object of Desire: Body and Violence, in Carretero, Margarita, Spanish Thinking about Animals, Michigan State University Press, 2020, pp. 115-128.
- I valori della cura nella vita quotidiana, nella salute, nella scienza, nella tecnologia e nell’educazione ambientale, DEP nº 44, 2020, Università Da Foscari Venezia, pp. 65-80. ISSN 1824-4483
- Reflexiones ecofeministas para una Filosofía de la Historia post-androantropocéntrica, en Lasheras, Marga (coord.), Filosofía de la Historia y Feminismos, Vol. II, Col. Pensar nuestro tiempo, Dykinson ed., 2021, pp. 59-75.
- Una cartografía ecofeminista para la esperanza, Atlántica. Revista de Arte y Pensamiento Nº 4 (2022), Centro Atlántico de Arte Moderno, Las Palmas de Gran Canaria, pp. 43-49. ISSN 2792-3827.
- Por un rewilding ecofeminista (en colaboración con Dina Garzón), en Moyano, Cristian (ed.), Puentes salvajes. Una filosofía integradora para renaturalizar el Antropoceno, Plaza y Valdés ed., Madrid, 2024, pp.249-266. ISBN: 978-84-17121-85-3
- Ecofeminism, Deep Feminist Awareness of the Socio-Environmental Crisis, in Güemes, C., Montiel, F., Care and Ecofeminism. Consolidating Progress and Building Egalitarian Futures in Latin America, Carolina Foundation & United Nations Research Institut for Social Development (UNRISD), 2024, pp.29-44.ISBN: 978-92-90-85139-4